# Makrozamia

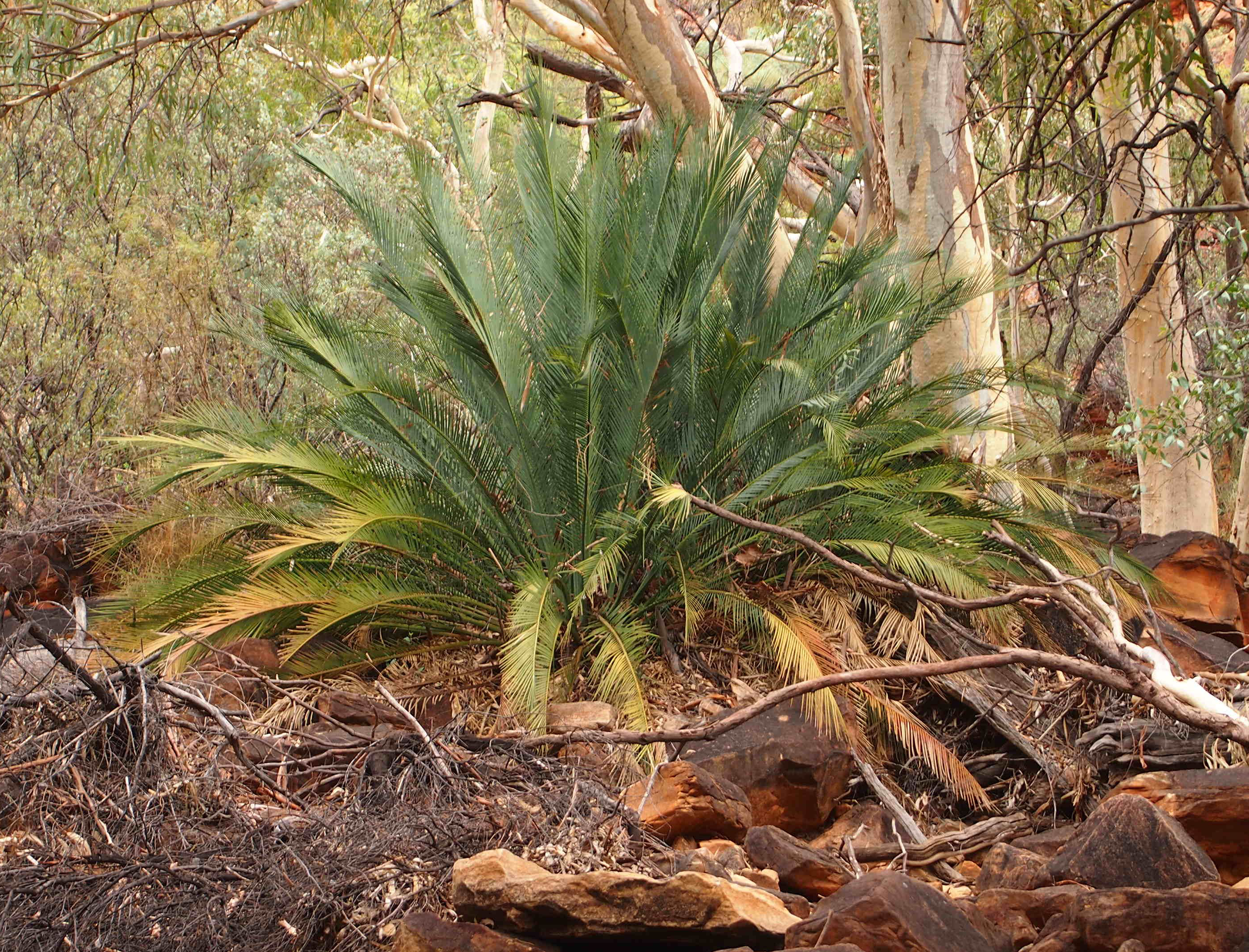
Macrozamia macdonnellii

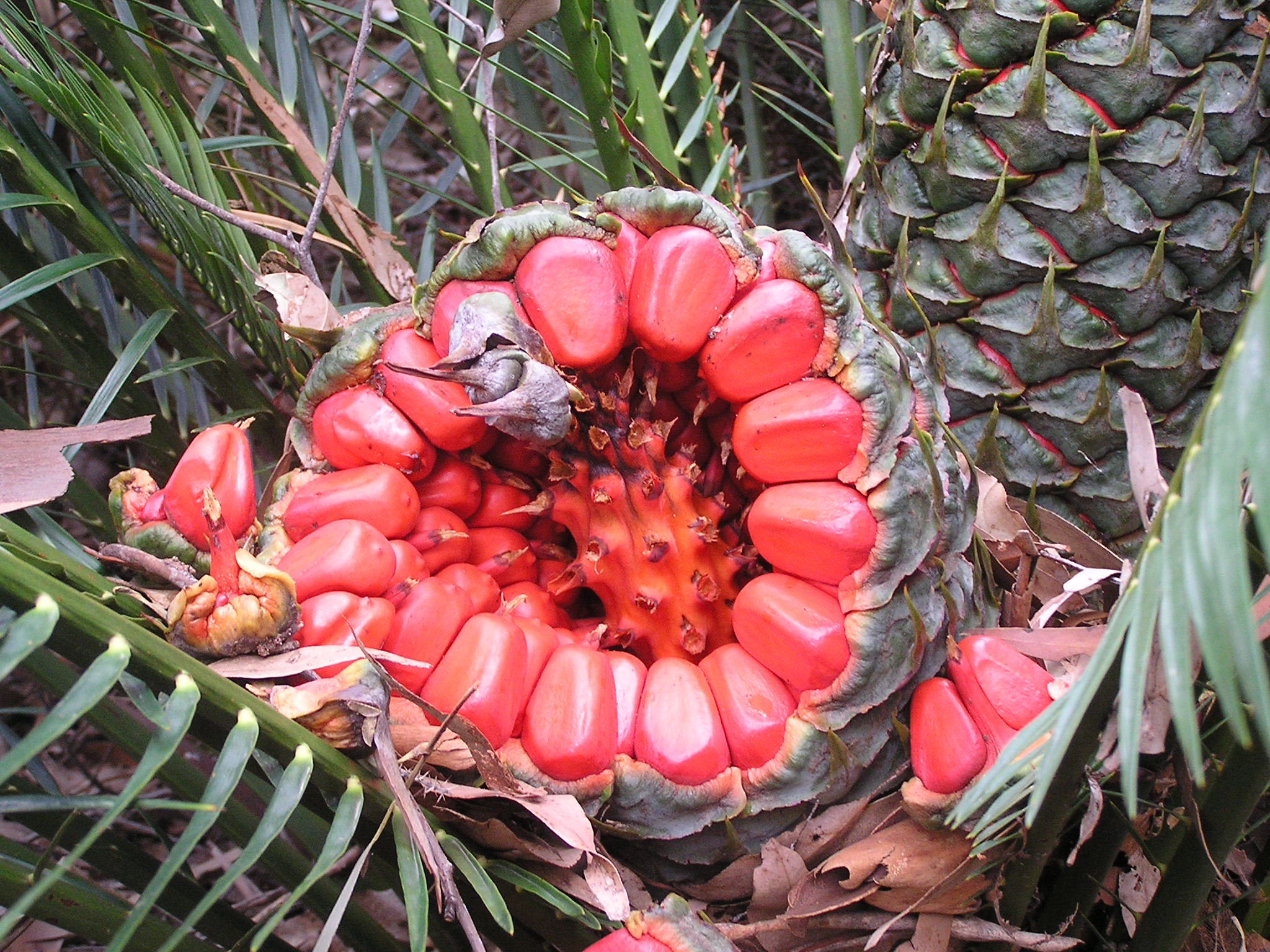
Nasiona makrozamii pospolitej

Makrozamia (Macrozamia Miq.) – rodzaj roślin z rodziny zamiowatych (Zamiaceae) z klasy sagowcowych. Obejmuje 40–41 gatunków. Wszystkie rosną w Australii, w większości w jej wschodniej części. Zasiedlają najczęściej lasy z eukaliptusami, ale spotykane są w bardzo szerokim spektrum siedlisk – od obrzeży wilgotnych lasów równikowych po pustynie, od poziomu morza po wysokie góry (do 1500 m n.p.m.). Kwiaty zapylane są przez ryjkowce. Rośliny te rosną wolno, osiągają 1 m zwykle po ok. 100 latach, najstarsze okazy osiągają wiek ok. 2 tys. lat.
Rośliny te były zwalczane dla ochrony zwierząt domowych przed otruciem. Wiele gatunków ma bardzo małe zasięgi i populacje oraz zniszczone siedliska, głównie przez rozwój rolnictwa. Współcześnie wszystkie uznawane są za zagrożone i podejmowane są działania na rzecz ich zachowania. Wykorzystywane są przez Aborygenów jako źródło pożywienia – spożywane są nasiona po odpowiedniej obróbce, przy czym ślady archeologiczne wskazują na to, że umiejętność wypłukiwania z nich toksyn znana była już co najmniej 4 tys. lat temu, poza tym z pni M. spiralis pozyskiwana jest skrobia. Makrozamie uprawiane są także jako rośliny ozdobne. Wszystkie gatunki ujęte są w załączniku do Konwencji CITES, co ograniczyć ma ich pozyskiwanie z natury i wymusić obrót handlowy tylko roślinami pochodzącymi z upraw.

## Morfologia

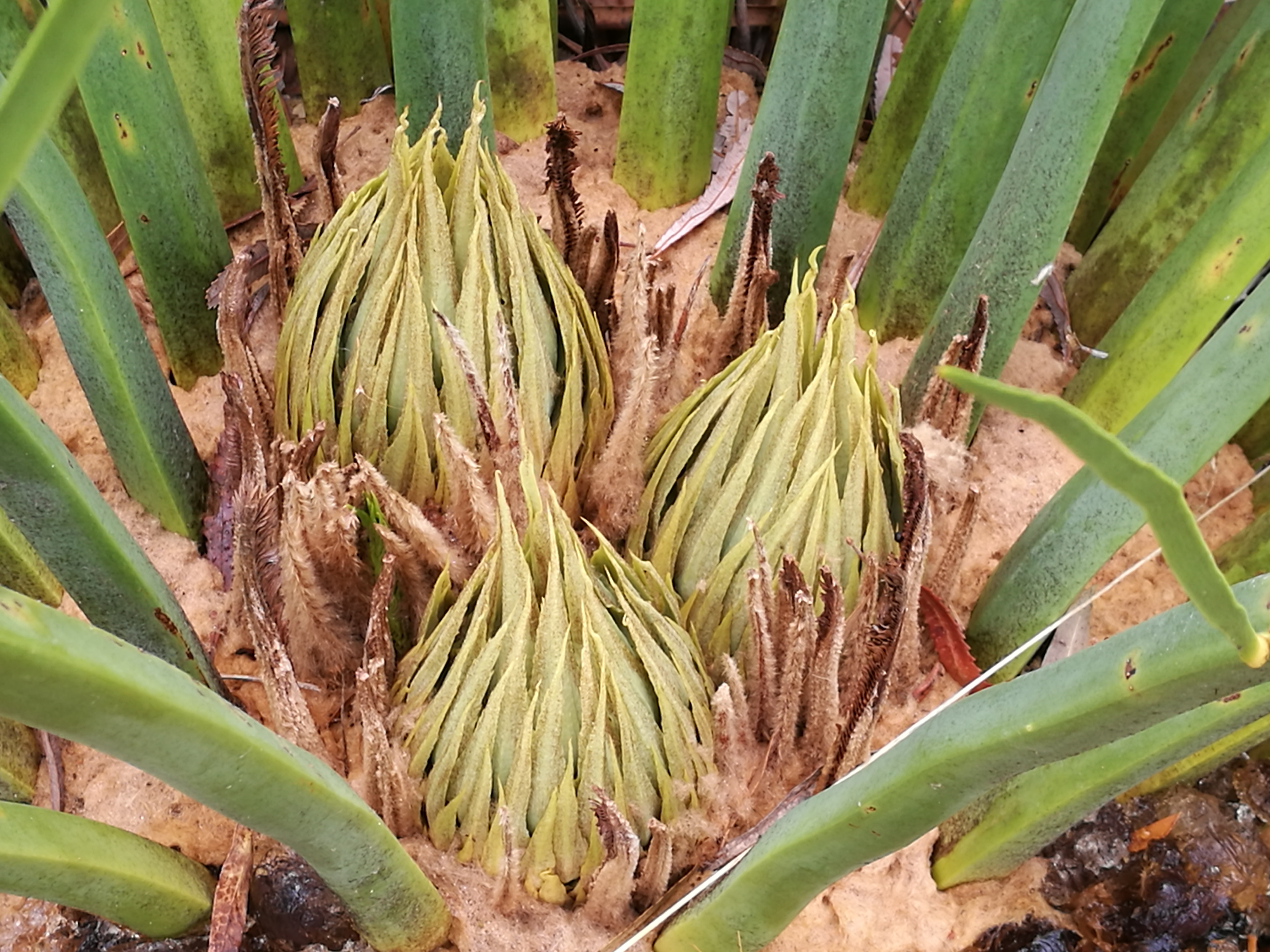
Rozwijające się makrostrobile u Macrozamia riedlii

PokrójRośliny przypominające palmy – z pojedynczym zwykle pniem zwieńczonym pióropuszem pierzastych liści. Pień jest u części gatunków skrócony, w dużym stopniu podziemny i okryty trwałymi nasadami liści, a u części nadziemny, choć często pokładający się i podnoszący w końcowej części, osiągający maksymalnie do 9 m wysokości w przypadku M. moorei i 6,5 m u M. dyeri. Pień zwykle jest pękaty, u wielu gatunków osiąga ponad 0,5 m średnicy, u M. dyeri do 1 m. Wszystkie młode części tych roślin są gęsto owłosione, z wiekiem łysieją.
LiścieZróżnicowane na liście łuskowate i asymilacyjne. Liście asymilacyjne wyrastają skrętolegle na szczycie pędu, tworząc na jego szczycie pióropusz. Są pierzasto, pojedynczo złożone, rzadko listki są dichotomicznie rozwidlone. Liści jest od kilku do wielu, przynajmniej u starszych roślin listki zwykle są bardzo liczne. Liście są okazałe w sekcji Macrozamia – osiągają do 3 m długości, ich listki są płasko rozpostarte lub ułożone w kształcie litery V. W sekcji Parazamia liście są krótsze, często skręcone i wzniesione ku górze. Blaszki listków są płaskie lub kanalikowato wgłębione, osiągają od 3 do 20 mm szerokości. Liście są u różnych gatunków rozmaicie zabarwione – od jasnozielonych po ciemnozielone i sinoszare. Liście roślin młodych zwykle mają dłuższe ogonki od roślin starszych, częściej też ich listki bywają ząbkowane na brzegu.
Organy zarodnionośneRośliny dwupienne. Organy męskie i żeńskie skupione w szyszkowate strobile wyrastające na szypułach w kątach liści.
Mikrospory powstają w mikrosporangiach mających kształt kulisty i powstających w dużej liczbie na dolnej stronie mikrosporofili. Te łuskowate męskie liście zarodnionośne zebrane są w szyszkowaty mikrostrobil. Mikrostrobile mają kształt walcowaty, starsze często przewisają na szczycie, mają kolor zielony lub szarozielony. Są drobne i nieliczne w sekcji Parazamia, okazałe i liczne w sekcji Macrozamia (do 100 u M. moorei). Mikrosporofile zakończone są ostrym kolcem zagiętym w dół, większym w sekcji Macrozamia, mniejszym u Parazamia, zwłaszcza w dolnej części strobili. Dojrzałe mikrostrobile wabią owady przenoszące pyłek (mikrospory) zapachem i podwyższoną temperaturą, przy czym jej dalszy wzrost zmusza w końcu owady do przenoszenia się na strobile żeńskie.
Zalążki rozwijają się parami w bocznej pozycji na makrosporofilach (żeńskich liściach zarodnionośnych). Liście zarodnionośne zakończone wyprostowanym kolcem (czasem zredukowanym, zwłaszcza w sekcji Parazamia) tworzą jajowaty makrostrobil z zewnątrz koloru zielonego do szarozielonego. W sekcji Macrozamia strobili jest zwykle kilka (do 8) i są bardziej okazałe od pojedynczych strobili rozwijających się u gatunków z sekcji Parazamia.
NasionaZ zewnątrz okryte mięsistą łupiną barwy jaskrawożółtej do jaskrawoczerwonej (czasem różnie zabarwione nasiona powstają u roślin tego samego gatunku).

## Systematyka
Pozycja systematyczna
Rodzaj z rodziny zamiowatych (Zamiaceae) stanowiącej grupę siostrzaną względem sagowcowatych Cycadaceae z klasy sagowcowych Cycadopsida.
Rodzaj jest siostrzany względem rodzajów: Lepidozamia i zgłowień Encephalartos. Gatunki z rodzaju Lepidozamia zostały wyodrębnione w 1959 w osobny rodzaj, wcześniej klasyfikowane były w obrębie Macrozamia. Najstarsze ślady kopalne rodzaju znane są z oligocenu z Tasmanii.
Rodzaj dzielony jest na dwie sekcje: Macrozamia (gatunki o pniach nadziemnych, zwykle okazałe) i Parazamia (gatunki niskie, o pniach skróconych). Poza tym w sekcji Macrozamia listki są zwykle matowe, całobrzegie i te bliższe nasady zredukowane do cierni, a u Parazamia listki są zwykle błyszczące, ząbkowane i nasadowe nie są zredukowane do cierni.
Wykaz gatunków
- Macrozamia cardiacensis P.I.Forst. & D.L.Jones
- Macrozamia communis L.A.S.Johnson – makrozamia pospolita[14]
- Macrozamia concinna D.L.Jones
- Macrozamia conferta D.L.Jones & P.I.Forst.
- Macrozamia cranei D.L.Jones & P.I.Forst.
- Macrozamia crassifolia P.I.Forst. & D.L.Jones
- Macrozamia diplomera (F.Muell.) L.A.S.Johnson
- Macrozamia douglasii W.Hill ex F.M.Bailey
- Macrozamia dyeri (F.Muell.) C.A.Gardner
- Macrozamia elegans K.D.Hill & D.L.Jones
- Macrozamia fawcettii C.Moore
- Macrozamia fearnsidei D.L.Jones
- Macrozamia flexuosa C.Moore
- Macrozamia fraseri Miq.
- Macrozamia glaucophylla D.L.Jones
- Macrozamia heteromera C.Moore
- Macrozamia humilis D.L.Jones
- Macrozamia johnsonii D.L.Jones & K.D.Hill
- Macrozamia lomandroides D.L.Jones
- Macrozamia longispina P.I.Forst. & D.L.Jones
- Macrozamia lucida L.A.S.Johnson
- Macrozamia macdonnellii (F.Muell. ex Miq.) A.DC.
- Macrozamia machinii P.I.Forst. & D.L.Jones
- Macrozamia macleayi Miq.
- Macrozamia miquelii (F.Muell.) A.DC.
- Macrozamia montana K.D.Hill
- Macrozamia moorei F.Muell.
- Macrozamia mountperriensis F.M.Bailey
- Macrozamia occidua D.L.Jones & P.I.Forst.
- Macrozamia parcifolia P.I.Forst. & D.L.Jones
- Macrozamia pauli-guilielmi W.Hill & F.Muell. – makrozamia pierzasta[14]
- Macrozamia platyrhachis F.M.Bailey
- Macrozamia plurinervia (L.A.S.Johnson) D.L.Jones
- Macrozamia polymorpha D.L.Jones
- Macrozamia reducta K.D.Hill & D.L.Jones
- Macrozamia riedlei (Dum.Cours.) C.A.Gardner
- Macrozamia secunda C.Moore
- Macrozamia serpentina D.L.Jones & P.I.Forst.
- Macrozamia spiralis (Salisb.) Miq.
- Macrozamia stenomera L.A.S.Johnson
- Macrozamia viridis D.L.Jones & P.I.Forst.